# Андерегг, Мельхиор
Мельхиор Андерегг (нем. Melchior Anderegg; 28 марта 1828, Цаун в коммуне Майринген — 8 декабря 1914, Хаузен в коммуне Майринген) — швейцарский альпинист и горный проводник, впервые покоривший ряд вершин в западных Альпах.
Мельхиор Андерегг первым взошёл на следующие вершины:
- Вильдштрубель, 3244 м (11 сентября 1858 г., Бернские Альпы, совместно с Лесли Стивеном и Т. У. Хинчлиффом)
- Римпфишхорн, 4199 м (9 сентября 1859 г., Валлисские Альпы, совместно с Лесли Стивеном, Робертом Лайфингом и Иоганном Цумтаугвальдорм)
- Альпхубель, 4206 м (9 августа 1860 г., Валлисские Альпы, совместно с Петером Перреном, Лесли Стивеном и Т. У. Хинчлиффом)
- Блюмлизальпхорн, 3664 м (27 августа 1860 г., Бернские Альпы, совместно с Р.Лайфингом, Ф.Оги, П.Саймондом, Л.Стивеном и Дж. К.Стоуном)
- Монте-Дисграция, 3678 м (23 августа 1862 г., Бергельские Альпы, совместно с Л.Стивеном, Т. С. Кеннеди и Т.Коксом).
- Дан-д'Эран, 4171 м (12 августа 1863 г., Валлисские Альпы, совместно с Флоренс К.Гроув, У. Э. Холлом. Р. С. Макдональдом, М.Вудмассом и П.Перреном)
- Парротшпитце, 4436 м (16 августа 1863 г., Валлисские Альпы, совместно с Флоренс К. Гроув, У. Э. Холлом. Р. С. Макдональдом, М.Вудмассом и П.Перреном)
- Балмхорн, 3699 м, (21 июля 1864 г., Бернские Альпы, совместно с Ф. Уокер, Люси Уокер, Хорасом Уокер и Якобом Андерегг.
- Цинальротхорн, 4221 м (22 августа 1864 г., Валлисские Альпы, совместно с Ф. К. Гроув и Л. Стивеном
- Гранд-Жорас, 4208 м (30 июня 1868 г., Монблан, совместно с Хорасом Уокер, Иоганном Яуном и Ж. Гранде

Кроме этого, М. Андерегг совершил восхождения на:
- Монблан, 4809 м, в 1859, в 1861 и 1865 годах
- Сиветту, 3220 м в 1867 году
- Маттерхорн, 4478 м, совместно с Люси Уолкер в 1871 году
- первым поднялся в зимний сезон на Галеншток, 3583 м в 1877 году
- первым перешёл в зимний сезон через Финстераархорн, 4273 м в 1866 году
- первым преодолел в зимний сезон гряду Платтенхёрнер в 1869 году.

В 1856 году М. Андерегг получил вместе с Кристианом Альмером первый швейцарский патент как горный проводник. Благодаря своему великолепному знанию горных условий и местности в Альпах получил прозвище «Король проводников». М. Андерегг вёл в Альпы преимущественно группы из Британии. Одним из наиболее известных его клиентов был искусствовед и писатель Л. Стивен, один из основателей британского Альпийского клуба.